# Kelvin Koniki
Kelvin Koniki (Paramaribo) is een Surinaams politicus. Van 2017 tot 2020 was hij voorzitter van het Nationaal Jeugdparlement. In 2020 sloot hij zich aan bij de politieke partij ABOP. Sinds 2025 is hij onderminister van Binnenlandse Zaken.

## Biografie

### Achtergrond
Koniki komt uit een gezin met drie broers en een zus; zelf is hij de middelste. Sinds zijn tiende zit hij bij de Pater Anton Donicie Padvinders Groep in Latour (Paramaribo). Hij studeert economie aan de Anton de Kom Universiteit van Suriname.

### Nationaal Jeugdparlement
In februari 2017 werd hij gekozen in het Nationaal Jeugdparlement (NJP) en vervolgens in mei tot voorzitter; hij behaalde 15 van de 29 stemmen. Bij zijn aantreden noemde hij het als zijn doel om de kwaliteit van het NJP te verbeteren. Andere thema's die hij in het parlement wil behandelen, zijn betere opvang en begeleiding bij studie in het binnenland, beter onderwijs in het algemeen en criminaliteitsbestrijding. Tijdens zijn voorzitterschap werkten het NJP en de overheid aan het terugdringen van kinderarbeid in Suriname.
Sinds zijn voorzitterschap en de wisseling op het ministerie van Sport- en Jeugdzaken van april 2018, waren er meermaals grote verschillen van mening tussen het NJP en de nieuwe minister Lalinie Gopal. Volgens Koniki laat het NJP zien dat het meer doet dan alleen adviezen uitbrengen. Daarnaast heeft hij tot inzet om adviezen van het NJP vaker opgevolgd te krijgen; ze zouden nu meestal genegeerd worden. Hij verwijst hierbij naar het staatsbesluit van 10 januari 2017 waarmee het NJP de ruimte heeft om te participeren op bestuurlijk niveau.
Sinds de eerste maanden van Gopals ministerschap speelde een kwestie over de stemming over jeugdambassadeurs bij de Caricom. Het NJP wilde meer inzage in hoe de voordrachten tot stand waren gekomen, terwijl het ministerie dat naast zich neerlegde en van het NJP wilde dat er op 28 juli over gestemd zou worden. De partijen raakten daarna steeds verder van elkaar verwijderd en vanaf september liet de minister het contact met het NJP via een tussenpersoon van het ministerie verlopen. De impasse leidde er uiteindelijk toe dat de procedure begin 2019 opnieuw werd gestart en er drie maanden later nieuwe jeugdambassadeurs werden gekozen. Door de impasse verloor Suriname in het betreffend jaar het recht om de voorzitter van de jeugdambassadeurs van de Caricom voor te dragen, een mogelijkheid die zich eens in de zeventien jaar voordoet.
Tweeënhalve maand voor de parlementsverkiezingen van 2020 trad hij toe als lid van de ABOP. "Ik ben gekomen om de partij te ondersteunen en zij kunnen het best bepalen waar mij te plaatsen," aldus Koniki tijdens een partijbijeenkomst in Moengo. Hij kandideerde in Paramaribo tijdens de verkiezingen van 2020 maar verwierf geen zetel. Op 8 mei 2025 zou hij de overleden Edward Belfort opvolgen in De Nationale Assemblée, maar met 18 aanwezige DNA-leden van de 51 werd er geen quorum bereikt om hem toe te laten. Zijn termijn eindigde in februari 2020

### Politiek
Tijdens de verkiezingen van 2020 stond hij op nummer 5 van de lijst van Paramaribo. Hij werd niet direct verkozen, maar zou toetreden nadat Edward Belfort in april 2025 overleed. Er was echter tot de verkiezingen op 25 mei 2025 een te lage bezetting in De Nationale Assemblée om tot een meerderheid van stemmen voor zijn toelating te komen.
Tijdens de verkiezingen van 2025 stond hij op plaats 17 van de landelijke lijst. Hierna trad hij aan als onderminister op Binnenlandse Zaken, met Marinus Bee als minister. In deze functie richt hij zich op het aansturen van de districtscommissarissen en op decentralisatie van bestuur.